# Флоран Пани
Флоран Пани (на френски: Florent Pagny) е френски певец, композитор, актьор и музикант. Записва и изпълнява песни на френски, италиански, испански и английски. Свири на китара и жанра му може да се определи като вариете. Започва кариерата си като актьор, през 1987 година пише песента „Без значение“ (N’importe quoi), а през 1990 г. излиза първипт му албум. Сътрудничи си с Паскал Обиспо. За известно време живее със семейството си в Патагония.
Той е редовен съдия, от 2012 г., в журито на музикалното предаване Гласът на Франция.